# Hrvatska zajednica Usora
Hrvatska zajednica Usora je bila teritorijalno-administrativna zajednica hrvatskog naroda u BiH. Predstavljala je političko i vojno samoorganiziranje Hrvata usorskog kraja zbog inertnosti središnjih bosanskohercegovačke vlasti pred imanentnim srpskim osvajačkim pohodom.
Obuhvaćala je prostore naseljene Hrvatima od najsjevernijih sela u usorskoj dolini (Prisade, Makljenovac) preko Teslića, Studenaca i Slatine do Rajševe. Hrvatska područja u kraju Teslić–Komušina, bila su uvezana u Hrvatsku zajednicu Usora sve do prekida komunikacije (grad Teslić) sa sjevernim dijelom zajednice, tj. današnjom općinom Usora.  
Osnovana je 14. siječnja 1992. godine utemeljena je Hrvatska zajednica Usora.
HDZ BiH je u tom vremenu bila vrhovna politička i društvena institucija Hrvata u BiH. Zalagala se za ustrojstvo BiH kao složene (kon)federativne države, konstituirane od samoupravnih, uvjetno rečeno nacionalnih teritorijalnih jedinica. Zalaganje se očitovalo na prekretnici 1991. i 1992. godine osnivanjem niza teritorijalno-samoupravnih hrvatskih zajednica (HZ). Prva je bila Hrvatska zajednica Bosanska Posavina 12. studenoga 1991., zatim Hrvatska zajednica Herceg-Bosna 18. studenoga 1991., zatim Usora te poslije nje Hrvatska zajednica Središnja Bosna 27. siječnja 1992. godine te Hrvati na prostorima Soli-Tuzla i Vrhbosne. Osnivanje hrvatske zajednice ničim nije dovodilo u pitanje svoju podršku državnoj neovisnosti i teritorijalnoj cjelovitosti Bosne i Hercegovine. Uskoro se HZ Usora povezala s ostalim hrvatskim zajednicama u Bosni i Hercegovini i potkraj 1992. godine ušla je u sastav Hrvatske zajednice Herceg-Bosne. Ušao je sjeverni, slobodni dio, jer Srbi su zauzeli južni, komušanski dio Usore.
Usora se nalazila na važnom geostrateškom položaju. Prostori Usore pod kontrolom Hrvata bili su od Doboja i Teslića udaljeni svega dva kilometra. Doboj je veliko željezničko i cestovno raskrižje i tuda je prolazila logistička podrška za bosanske Srbe u enklavi Ozren koridorom koji je spajao područja koja su kontrolirali Srbi u Republici Srpskoj i pobunjeni Srbi u Hrvatskoj. Srbi su pokušavali osvojiti Usoru i etnički ju očistiti kao i sve druge osvojene prostore,  no napadi Užičkog i Krajinskog korpusa bili su bezuspješni.
Srpnja 1992. zapovjedništvo HVO-a u srednjoj Bosni osniva četiri niža teritorijalna zapovjedništva da nadziru operacije u raznim općinama, a poslije i taktičke brigade. Treća operativna grupa preuzela je odgovornost za Žepče, Zavidoviće, Maglaj, Teslić i Tešanj. 
Zbog položaja Usore na tom prometnom pravcu koji od Teslića do Doboja te dalje sve do Bijeljine i dalje prema Srbiji., Usora i Tešanj bili su izloženi stalnim napadima. Srbi su zato morali zaobilaziti to područje putem sve preko Banja Luke pa u Doboj i Bijeljinu.
Pred blagdan Svetog Ive 1993. godine u Žepče je bio sazvan vojnih vrh HVO-a Usora (110. brigada HVO Usora), vodstvo Hrvatske zajednice Usora, zapovjedništo policije Usore i svećenici s područja Usore (pet svećenika). U Žepču ih je čekao na sastanku isti sastav s područja Žepča. Na sastanku im je telefaks koji je došao iz zapovjedništva Herceg bosne pročitao zapovjednik 111XP brigade HVO-a iz Žepča gospodin Ivo Lozančić. Sadržaj je bio otprilike da "pale svoje kuće da ne ostanu balijama i krenu prema Banja Luci gdje ih čeka biskup Komarica i banjolučki Caritas, a odatle ćete u organizaciji Caritasa poći prema Zagrebu gdje vas čeka svećenik Pero Pranjić". Velečasni Bajić, najstariji među katoličkim svećenicima osjetio je da mora reagirati brzo i odlučno te je reagirao uz podršku svih svećenika – i Usore i Žepča. Usprotivili su se i rekli da će ostati, makar svi izginuli. Vojno i civilno vodstvo Usore i Žepča nije tako reagiralo i ostalo je neopredijeljeno. Podijeljenu diskusiju prekinuo je gospodin Lozančić riječima «Prepustite to meni ja ću to riješiti.» Nije poznata uloga g. Lozančića, ali nekoliko dana poslije 111XP HVO žepačka brigada dopustila je preko svog teritorija da se Srbi iz Teslića povežu sa Srbima na Ozernu i te su u Usori ostali u potpunom okruženju i totalno okruženje trajalo je skoro godinu dana. Uskoro su Usorani pali u okruženje. Isključen im je dovod struje, opskrba gorivom onemogućena, zalihe hrane su nestajale kao i lijekovi i sanitetski materijal. Hrvati su uveli takozvanu "akciju padobran" kojom je ovdje dopremana vrlo mala količina pomoći i ovdje se zbog te izolacije doslovno umiralo od gladi. Zahvaljujući odlučnoj akciji vlč. Bajića i složnom svećeničkom otporu odlasku, Usora je opstala i nije pala pod Republiku Srpsku.

Izbijanjem bošnjačko-hrvatskog sukoba bošnjačka Armija BiH u pet ofenziva osvojila je velik dio prostora koji su bili pod kontrolom Hrvatskog vijeća obrane, gotovo cijelu sjevernu i srednju Bosnu, osim Usore i dijelova još nekih općina. Usora se dobro držala unatoč svim napadima. U najsloženijim ratnim uvjetima gdje se pomoć nije mogla osigurati redovito, organizirana je čak i jesenska sjetva u enklavama u središnjoj Bosni te i u Usori i tako su osigurane osnovne namirnice za život.Na kraju bošnjačko-hrvatskog sukoba, pod treću grupu spadale su Žepče i Usora. Usora je potpala pod treću od Operativnih grupa Srednje Bosne. Usora je ostala enklava sve do kraja rata. Unatoč odsječenosti od druge hrvatske enklave, žepačke, koju su napadali i Armija BiH i Vojska Republike Srpske, Usora je sve do Daytonskih pregovora. Bili su to dijelovi općine Tešanj (današnja općina Usora) pod kontrolom HVO.
1995. je Usora bila na Zbornom području Vitez. Na području Usore djelovala je 110. domobranska pukovnija HVO, a u Tesliću-Komušini 45. domobranska bojna.

## Vanjske poveznice
- Obilježen je 15. svibanj - Dan općine Usora i Dan 110. brigade HVO Usora, Usora.com  Arhivirana inačica izvorne stranice od 2. veljače 2017. (Wayback Machine)